# In the City (album The Jam)
| Recensione | Giudizio |
| ---------- | -------- |
| AllMusic   |          |

In the City è l'album di debutto della band inglese The Jam, pubblicato nel 1977.

## Il disco
Nato in piena esplosione punk inglese, questo lavoro si può allineare ai corrispondenti esordi di band come i Clash ed i Sex Pistols. La differenza sostanziale tra i Jam e gli altri gruppi punk dell'epoca sta nei testi, che parlano prevalentemente della condizione dei giovani inglesi del periodo, mentre la maggior parte delle altre band trattavano tematiche principalmente politiche. Questa visione della gioventù inglese la ritroviamo in pezzi come Art School, Sounds from the Street e Non-Stop Dancing. Le tematiche politiche in questo album vengano affidate a pezzi come In the City e Time for Truth.
Un altro tratto distintivo della band lo si può trovare nella musica, che veniva ispirata soprattutto dai gruppi del rock and roll primordiale, facendo sì che il loro approccio risulti meno aggressivo rispetto alle altre band punk del periodo. Un disco che mescola al suo interno l'energia del punk e la lezione dei classici del rock and roll. A testimoniare queste loro influenze le cover di Larry Williams, Slow Down (artista statunitense, molte sue canzoni vennero riprese in seguito anche dai Beatles), e Batman Theme, uno degli standard rock degli anni sessanta.

## Tracce
Lato A
1. Art School - 2:02
2. I've Changed My Address - 3:31
3. Slow Down - 2:39
4. I Got by in Time - 2:07
5. Away From the Numbers - 4:03
6. Batman Theme - 1:31

Lato B
1. In the City - 2:19
2. Sounds From the Street - 3:14
3. Non-Stop Dancing - 2:28
4. Time for Truth - 3:10
5. Takin' My Love - 2:15
6. Bricks and Mortar - 2:37

## Formazione
- Paul Weller - voce, chitarra
- Bruce Foxton - basso
- Rick Buckler - batteria